# Otocjon wielkouchy
Otocjon wielkouchy, otocjon (Otocyon megalotis) – gatunek drapieżnego ssaka z rodziny psowatych (Canidae), jedyny przedstawiciel rodzaju otocjon (Otocyon).

## Etymologia
- Otocyon: gr. ους ous, ωτος ōtos „ucho”; κυων kuōn, κυνος kunos „pies”[9].
- Agrodius: gr. αγριος agrios „dziki”; οδους odous, οδοντος odontos „ząb”[10].
- megalotis: gr. μεγας megas, μεγαλη megalē „wielki”[11]; ους ous, ωτος ōtos „ucho”[12].

## Opis
Osiąga długość ciała 46–66 cm, ogona 23–34 cm, wysokość w kłębie 30–40 cm. Masa ciała 3–5,3 kg. Ma charakterystyczną sylwetkę: tułów zbliżony do tułowia lisa, ale głowę zaokrągloną, z krótkim i szerokim pyskiem i olbrzymimi (do 12 cm długości) uszami - megalotis znaczy dosłownie "wielkouchy". Uszy umożliwiają otocjonom zarejestrowanie dźwięków tak delikatnych, jak ruch owadów znajdujących się pod ziemią. Przyłożywszy ucho do gruntu, potrafią dokładnie zlokalizować ofiarę, by następnie za pomocą długich (2 cm) pazurów wydobyć ją spod ziemi.
Otocjony zamieszkują Afrykę; występują tam w dwóch izolowanych populacjach: od płd. Zambii po Angolę i RPA i od Somalii i płd. Sudanu po Tanzanię. Żyją w małych grupach rodzinnych.
Na uwagę zasługuje również uzębienie otocjonów – mają od 46 do 50 drobnych zębów (najwięcej spośród wszystkich ssaków), którymi potrafią przeżuwać pokarm z prędkością 5 ugryzień na sekundę. Pożywienie otocjonów stanowią przede wszystkim termity i duże owady typu szarańczaków, ale także owoce, jaja oraz pisklęta ptaków. Zimą otocjony najbardziej aktywne są za dnia, natomiast latem – w nocy.